# Marmorana serpentina
Marmorana serpentina is een slakkensoort uit de familie van de Helicidae. De wetenschappelijke naam van de soort is voor het eerst geldig gepubliceerd in 1821 door A. Ferussac.

Subvolwassen